# Mestre Quirino
Quirino Lopes, às vezes citado como Mestre Quirino (Rio de Janeiro, 1920 – 2 de janeiro de 1917 ), era um compositor e cuiqueiro brasileiro.
Músico da velha guarda da Mocidade Independente de Padre Miguel, já apresentou sua arte de tocador de cuíca no Japão e na Suíça (Festival de Montreux).